# Grzegorz Gilewski
Grzegorz Gilewski (Radom, 24 febbraio 1973) è un arbitro di calcio polacco.

## Carriera
Arbitro polacco, internazionale dal 2001, era inserito nella lista dei 38 pre-selezionati per i mondiali del 2010, ma nel dicembre 2008 è finito agli arresti domiciliari, con 7 accuse a suo carico, reo di aver preso parte ad un'organizzazione criminale, intascando illegalmente denaro. Ha ammesso parzialmente le sue colpe pur sperando di poter tornare, un giorno, ad arbitrare e di rinverdire i fasti della scuola arbitrale polacca, che negli ultimi anni aveva conosciuto pochi esponenti di rilievo, fatta eccezione per Michal Listkiewicz (arbitro all'Olimpiade 1988 e assistente ai Mondiali 1990 e 1994) e Ryszard Wojcik (arbitro ai Mondiali 1998).
Durante l'attività sui campi, aveva saputo raggiungere la Premier Category degli arbitri UEFA (la seconda fascia di merito), venendo selezionato anche per prestigiosi tornei internazionali, come il Campionato europeo di calcio Under-21 del 2004 in Germania, e il Campionato mondiale di calcio Under-17 del 2007 in Corea del Sud.
Dal 1º gennaio 2010 non figura più nella lista degli arbitri internazionali.